# Styringomyia angustipennis
Styringomyia angustipennis là một loài ruồi trong họ Limoniidae. Chúng phân bố ở miền Cổ bắc.